# برنارد رز
برنارد رز (انگلیسی: Bernard Rose؛ زادهٔ ۴ اوت ۱۹۶۰) کارگردان فیلم، فیلم‌نامه‌نویس، و کارگردان نماهنگ اهل انگلستان است. وی از سال ۱۹۸۶ میلادی تاکنون مشغول فعالیت بوده‌است.
از فیلم‌ها یا برنامه‌های تلویزیونی که وی در آن نقش داشته‌است می‌توان به مستر نایس، آنا کارنینا، کندی‌من، معشوق جاودان و فرانکنشتاین اشاره کرد.